# Warszawa Salomea
Warszawa Salomea – przystanek Warszawskiej Kolei Dojazdowej położony na terenie warszawskich Włoch przy skrzyżowaniu ulic: Salomejskiej, Serwituty oraz Jutrzenki.
W roku 2022 wymiana pasażerska na przystanku wyniosła  700-999 osób.

## Opis przystanku
Przystanek składa się z dwóch peronów bocznych leżących naprzeciwko siebie na których znajduje się blaszane wiaty przystankowe. Stacja obsługuje połączenia w kierunku Warszawy Śródmieście (peron 1) i w kierunku Grodziska Mazowieckiego (peron 2).